# Farma fotowoltaiczna w Rzeczycy
Farma fotowoltaiczna w Rzeczycy – największa na Białorusi farma fotowoltaiczna położona na terenie miasta Rzeczyca w obwodzie homelskim. Została uruchomiona w 2017 roku, a jej właścicielem jest białoruski koncern Belorusneft. Farma składa się z 218 tysięcy modułów fotowoltaicznych produkcji słoweńskiej firmy Bisol o łącznej mocy 55 MW.